# Pierre Gilles (peintre)
Pour l’article homonyme, voir Pierre Gilles.
Ne doit pas être confondu avec Pierre et Gilles.
Pierre Gilles, né le 7 septembre 1913 à Ménéac et mort le 21 octobre 1993 à Rennes, est un peintre français.
Après avoir exercé le métier de peintre en bâtiment, il décide en 1946 de se consacrer exclusivement à l'art pictural.
Entre 1943 et 1991, ses œuvres sont exposées en France, notamment à Rennes où il vit, et à Pont-Aven où il effectue de très nombreux séjours et où il côtoie de nombreux peintres. Il est sélectionné pour participer à des salons parisiens où il est remarqué.
Très impliqué dans la vie culturelle rennaise, il crée en 1965 une académie libre de peinture, l'Escabeau, qu'il dirige et anime jusqu'en 1976. Cet atelier ayant cessé son activité en 1978, il interviendra auprès de la municipalité d'Edmond Hervé pour qu'elle soutienne la création de l'Atelier du Thabor en 1979.
Il est également un des membres fondateurs de l'Association Maison de la Culture de Rennes qui ouvre en 1968.
Il fait partie du groupe Combat des Trente, association fondée en 1970 par un groupe d'artistes bretons.

## Biographie
Pierre Gilles est né à Ménéac dans le Morbihan le 7 septembre 1913, deuxième d'une famille de cinq enfants. Son père exerce la profession de voiturier.
Après son certificat d'études primaires obtenu en 1926, il travaille pendant deux années comme employé de magasin d'alimentation à Ménéac, avant de commencer l'apprentissage du métier de peintre en bâtiment.
Durant l'année 1932, ouvrier peintre à Rennes, il suit les cours du soir de dessin à l'école des beaux-arts de Rennes.
Peu après son mariage en 1936 avec Anne Bedel — le couple aura cinq enfants — il part à Bruxelles durant une année pour suivre les cours de l'école supérieure de peinture décorative Logelain, et il y obtient le diplôme de décorateur.
Mobilisé et blessé en juin 1940, il est prisonnier de guerre en Allemagne jusqu'en 1941. Rapatrié il reprend alors un travail salarié dans le bâtiment à Rennes. En 1943, réfractaire au service du travail obligatoire, il se réfugie avec sa femme et ses trois enfants à Ménéac. Durant trois années d'inactivité forcée, il travaille à la ferme pour avoir un revenu de subsistance et mène une réflexion sur lui-même et son besoin de peindre d'après son œil et son imagination. Il s'adonne alors assidûment à la peinture de chevalet en réalisant des portraits de famille ou d'amis, des natures mortes, et reçoit quelques commandes.
En 1943, ses œuvres sont exposées au Salon des provinces françaises au palais des musées à Rennes.
Sa première exposition personnelle a lieu en 1944 à la galerie Perdriel à Rennes puis à Ploërmel.
De retour à Rennes en 1946 où il se fixe définitivement, il refuse une offre de travail salarié et se consacre entièrement à son art. La galerie Perdriel à Rennes lui consacre une exposition dès cette année-là.
Entre 1951 et 1956, en raison d'une situation matérielle difficile il est contraint de reprendre une activité salariée intermittente dans une entreprise de décoration, puis dans un atelier de publicité.
En 1951, il adhère à la Fraternité laïque franciscaine.
En 1953, il illustre un texte d'Henri Terrière sur la vie de Paul Gauguin pour le journal Ouest-France.
Dès les commencements de sa nouvelle vie d'artiste peintre, Pierre Gilles a abordé tous les genres qu'il pratiquera durant toute sa vie : portraits, natures mortes, paysages, marines, scènes de la vie familiale, de l'atelier du peintre, ou de la vie contemporaine, nus, compositions inspirées de l'Ancien et du Nouveau Testament. Ses sources d'inspiration pour les paysages se situent en Bretagne, qu'il a largement parcourue, en Normandie, en Ile-de-France, en Brière et sur la Côte d'Azur. Il effectue un voyage d'études au Danemark en 1948 et entreprend la découverte de Tolède en 1956.
Dès 1947, son travail est sélectionné dans des Salons parisiens et obtient des prix nationaux et régionaux.
Les années 1966 à 1971 sont des années charnières durant lesquelles Pierre Gilles renouvelle sa manière de peindre et sa technique, à la fois dans les paysages et dans les compositions de figures. C'est une période de remise en cause de son métier, de recherches et d'échanges très nombreux avec ses confrères ou ses élèves. En effet, c'est à cette époque qu'il fonde l'académie libre de peinture, l'Escabeau, où il invitera notamment d'autres artistes à venir débattre avec les adhérents professionnels ou amateurs de cet atelier. Il adhère également au groupe Combat des Trente qu'il préside de 1969 à 1971. Il trouve son inspiration en Corse, en Espagne (Murcie et Andalousie), en Provence, et toujours en Bretagne (île Molène et les grèves du Finistère Nord).
À partir de 1972, il va travailler à un cycle de composition de grands formats inspiré des Mystères du Nouveau Testament qu'il présentera successivement à Rennes, Redon, Brest et Paris.
La mairie de Rennes l'invite à exposer à la Rotonde du théâtre en 1982.
À partir de 1982, il travaille pour lui-même à des compositions de figures essentiellement, souvent, mais pas exclusivement inspirées des textes bibliques. Ne souhaitant plus vendre ses œuvres récentes, il ne les montre que dans le cadre d'invitations personnelles à des expositions ou dans des salons.
Pierre Gilles meurt à Rennes le 21 octobre 1993.
La municipalité d'Edmond Hervé lui rend hommage en attribuant son nom à une place de la Ville de Rennes le 13 janvier 1997.
La Ville de Thorigné-Fouillard lui rend hommage lors de son 6e Salon de peinture en 1994, ainsi que Les estivales de Tinténiac en 1996.
Une rétrospective sur le thème de l'atelier est organisée en 1998 au Crédit mutuel de Brest au Relecq Kerhuon,.
Le 2 octobre 2021, la municipalité de Ménéac attribue le nom de Pierre et Paul Gilles (prêtre et écrivain, frère de Pierre Gilles) à la médiathèque de la ville.

### L'Escabeau (1965-1972)
Pierre Gilles décide en 1965 d'ouvrir un atelier–académie, l'Escabeau, au 7, impasse Rallier du Baty à Rennes, à destination des amateurs exercés ou non qui souhaitent dessiner, peindre et graver sous ses conseils. L'inauguration de cet atelier, qui fonctionne trois jours par semaine, a lieu le 6 décembre en présence du maire de Rennes, Henri Fréville,,,.
Des artistes, Robert Tatin, Georges Breuil, Jean-Yves Couliou, Jean Mingam viennent y faire des conférences-débats.
En septembre 1972, Pierre Gilles cesse d'animer l'atelier qu'il a fondé et en confie la direction au peintre Mariano Otero jusqu'en 1976, date à laquelle les locaux loués sont repris par leur propriétaire.
L'Escabeau trouvera un lieu d'accueil à la MJC du Grand Cordel durant deux années, mais les locaux devenant insuffisants pour répondre à une demande croissante d'inscriptions, une démarche est entreprise auprès de la Ville de Rennes pour la recherche d'un local plus adapté
Plus de 400 personnes fréquenteront cet atelier entre 1965 et 1972 (90 inscrits en 1971-1972), certaines pendant plusieurs années de suite, voire la totalité des années d'existence de l'Escabeau.

### L'Atelier du Thabor
L'Escabeau étant à l'étroit dans les locaux de la MJC, Pierre Gilles fit partie d'un groupe d'artistes comme Alain Auregan, Jean-Yves Boislève, Marcel Dinahet, Christian Tanguy, René Nogret et Janine Gislais alors conseillère municipale déléguée aux Arts plastiques à la ville de Rennes, pour réfléchir à la création d'une association dont l'objet serait de promouvoir l'expression plastique.
Cette association loi 1901 déclarée au Journal officiel du 8 mai 1979 prend le nom d'Association arts recherches et techniques, et fonctionnera dans l'ancienne chapelle des Catéchistes alors désaffectée et mise à la disposition par la Ville de Rennes. L'atelier, ouvert le 1er décembre 1979, inauguré le 23 février 1980 par Edmond Hervé, maire de Rennes, est toujours en activité en 2022.
Pierre Gilles en sera le premier président de 1979 à 1981.

### Groupe Combat des Trente
L'Association Combat des Trente est enregistrée le 29 mai 1970 sous le no 4555 à la préfecture de Rennes. Il s'agit d'une « Amicale groupant des personnalités du monde des Lettres, des Arts, de l'Économie, librement unies en auto-sélection dans des recherches d'expressions originales personnelles ou collectives aptes à imposer une Bretagne hissée au-dessus d'elle-même […] L'action exigeant le renouvellement dans la qualité, l'effectif est limité au chiffre de 30 unités. »
La création de Combat des Trente s'est effectuée à l'initiative d'Henri Yvergniaux, artiste peintre, Jean Pol Cuguen, journaliste à l'ORTF, et Pierre Le Ray, industriel du meuble. Marcel Milès, Jean Couliou, Henri Girard, Pierre Gilles, Xavier Morvan, artiste peintres, Gwen Jégou et Dodik Jégou, peintres sculpteur et céramistes, René Van de Vyver, éditeur, et Marc Bernol, cinéaste, sont les premiers adhérents.
Pierre Gilles en sera le président jusqu'en 1972.
Cette association organisera plusieurs manifestations en Bretagne : du 11 janvier au 20 mars 1971, 1er festival itinérant en Bretagne avec exposition et tournée théâtrale ; du 3 au 17 mai 1971, exposition à la Maison de la Culture de Rennes ; en mars 1972, exposition au Palais des arts de Vannes ; du 28 mai au 25 juin 1972, exposition à la Collégiale de Lamballe ; en août 1972, exposition à l'Écurie à Lanvallay ; en novembre 1972, plusieurs manifestations dans le Morbihan ; du 19 juin au 22 septembre 1974, exposition au Palais des Arts et de la Culture de Brest.

### Les engagements du peintre: foi et participation à la vie religieuse
Du congrès national marial en 1950 (exécution de panneaux peints) à la béatification de Marcel Callo (portrait exposé à la basilique Saint-Pierre de Rome) en 1987, Pierre Gilles a exécuté de nombreuses commandes pour sa paroisse ou le diocèse : réalisation de panneaux, affiches, programmes, pour diverses fêtes religieuses, cartes de vœux. Il a exécuté une peinture sur toile marouflée pour le Monument aux morts des deux guerres dans l'église de Taupont en 1947, ainsi qu'une peinture murale pour l'église Saint-Francois-Xavier à Saint-Malo en 1968, restaurée à l'occasion du cinquantenaire de l'église en juin 2018.
Des congrégations religieuses ou des paroisses lui passent également des commandes de tableaux religieux : en 1956, une Annonciation et une Fuite en Égypte pour l'ancienne chapelle des sœurs de la Providence à Saint-Brieuc ; Les Pèlerins d'Emmaüs pour le réfectoire de la communauté des sœurs des pauvres à Rennes en 1984 ; Notre-Dame de Pellevoisin pour l'église des Sacrés-Cœurs à Rennes en 1988.

## Œuvres dans les collections publiques
- Moëlan-sur-Mer mairie : Brigneau.
- Ville de Paris : Village breton près de Névez[42].
- Pont-Aven musée de Pont-Aven ( 13 oeuvres)
- Rennes :
  - archevêché: panneaux décoratifs des églises mariales en Bretagne : Notre Dame au pays de Quimper et Léon ; Notre Dame au pays de Rennes, Dol et Saint Malo ; Notre Dame au pays de Saint-Brieuc et Tréguier ; Notre Dame au pays de Vannes
  - Frac Bretagne : Rencontre https://www.fracbretagne.fr/fr/collection/la-collection-en-ligne/#/artworks?filters=authors%3AGILLES%20Pierre↹GILLES%20Pierre&page=1&layout=grid&sort=by_author[43]
  - musée des Beaux-Arts : Le Port de Brigneau https://collections.mba.rennes.fr/recherche/~title/brigneau[44]
  - mairie : Croquiste ; Plage ; David.
  - Vannes, musée la Cohue : Saint Servan (Bateau à coque rouge) ; Bethsabée.
- Ville de Saint-Brieuc, chapelle Lamennais[45] : Fuite en Égypte ; Annonciation.

## Expositions

### Personnelles
Outre sa participation à de nombreuses expositions collectives en Bretagne et en France — notamment avec le groupe 7 Peintres de l'Ouest qui, outre lui-même, rassemblait Georgette Piccon, Jean Chabot, Georges Connan, Hervé Kervella, Jean Le Merdy et Paul Nassivet — Pierre Gilles a été très fréquemment sollicité pour montrer ses œuvres dans des expositions personnelles.
- Galerie Perdriel à Rennes en 1944, 1946 et 1947[46]
- Galerie Beaux Arts à Rennes en 1949, 51, 54, 56, 57, 58, 59, 61, 62, 63[47]
- Galerie La Proue à Rennes en 66, 67, 69, 71[48]
- Temple de l'Église Réformée de Rennes en 1975[49]
- Galerie Violette et Atelier PR à Rennes en 1980[50]
- Rotonde du Théâtre de Rennes en 1983 invitation et hommage officiel de la Ville de Rennes[51]
- Centre Culturel du Champ de Mars à Rennes en 1987[52]
- Narthex de la cathédrale de Rennes en 1988[53]
- Église Saint Sauveur de Redon en 1975 et 1980[54]
- 2e salon de peinture de Guipry Messac en 1991 invité d'honneur[55]
- Galerie Saluden à Brest en 1961[56]
- Galerie de l'Abbaye à Quimperlé en 1975[57]
- Église Saint Martin de Brest en 1976[58]
- Palais des Arts et de la Culture à Brest en 1978[59]
- Galerie Barbarin à Pont Aven en 54, 57[60]
- Salle d'exposition de l'Hôtel de Ville à Pont-Aven en 1958, 59, 60[61]
- Galerie des Beaux Arts à Pont-Aven en 1961, 62, 63, 66, 69, 70, 71, 72, 74, 75, 77, 79[62]
- Galerie des Ajoncs d'Or à Pont-Aven en 1967[63]
- invité d'honneur au 1er et 7e salons de printemps de Lannion en 1963 et en 69[64]
- à Ploërmel en 1944 au profit des sinistrés de Ploërmel, et en 1947[65]
- à l'Hôtel de Limur à Vannes en 1949[66]
- à Lorient salle 66 en 1962[67]
- au Centre Social de Lanester rétrospective « 25 années de peinture » en 1972[68]
- à la Maison des Jeunes et de la Culture de Gourin en 1973 avec Fabienne Le Grand[69]
- à la chapelle de la Mennais à Ploërmel exposition « Arts Sacrés » en 1981[70]
- au Palais des Arts et des Congrès de Vannes en 1987[71]
- à la chapelle de la Congrégation de Josselin en 1990[72]
- invité d'honneur à la 65e exposition du groupe artistique de Saint Nazaire en 1989[73]
- Galerie Bourlaouen à Nantes en 1962[74]
- invité d'honneur au 7e salon d'automne de Chemillé en 1991[75]
- au temple de Pentemont à Paris dans le cadre du 3e festival des instruments anciens avec Patrice Jeener en 1984[76],[77]
- invité d'honneur à la 16e exposition 4A à Alfortville et au salon « Muse 45 » à Villeneuve-Saint-Georges en 1983[78]

### Expositions collectives à l'étranger (1965-1982)
- Hommage to Brittany au Breton Center de Londres en 1965[79]
- au centre universitaire de Birmingham du 6 au 20 février 1965 organisée par Ben Lowe avec le peintre Evans
- au Premio Internazionale Europa Arte à Ancône (Italie) en 1965 : parchemin d'honneur, médaille d'argent pour « Pierre et la servante »[79]
- à Louvain en 1967[80]
- salon Terres Latines à Pittsburg (Pennsylvanie) en 1969[81]
- à Rochester (États-Unis) en 1970
- au palais Stutterheim à Erlangen (Allemagne) en 1966 et 1973[82]
- à Brno (République tchèque) en 1982[79]

### Salons parisiens (1946-1991)
- au 23e Salon des Tuileries au musée des beaux-arts en 1946
- au Salon des artistes français en 1947, 1948 (obtention du prix Robert de Rougé pour la composition « La famille du peintre »), 1967 (médaille d'argent prix Paul Liot)[83], 68, 69, 70[84]
- au prix Eugène Carrière en 1948, 1949, 1951, 1952 (attribution d'une mention) et en 1955 (attribution d'une mention), 1956, 1957, 1958[85]
- à la galerie Durand-Ruel à Paris au prix décerné par la revue « Le Peintre » en 1955[86]
- aux salons de la Société nationale des beaux-arts au musée d'Art moderne de Paris en 1957, 58, 59, 62, 63, 64, 65, 67, 68, 69, 70[87]
- aux salons « Terres Latines » au Musée d'Art moderne de Paris en 1959, 60, 61, 62, 63, 64, 69, 70[88]
- aux Salons de l'art libre au musée d'Art moderne de Paris en 1957,1958,1959 (diplôme d'honneur), 60, 61, 63, 64, 65, 66[89]
- au prix des Vickings en 1957, 1959
- au prix Othon Friesz au Musée d'Art moderne de Paris en 1959,1960,1961
- au 6e salon breton à la galerie Duncan en 1961[90]
- aux Prix « Signatures » du Syndicat National des Artistes Professionnels en 1961, 62, 64[91]
- à l'exposition « Les peintres témoins de leur temps »sur le thème « Le Pain et le Vin » au musée Galliéra en 1965[92]
- au Salon d'automne au Grand Palais en 1967[93]
- au prix Élysée-Bretagne en 1967[94]
- au Salon Comparaisons au Musée d'Art Moderne en 1967, 68[95]
- au 84e Salon des indépendants au Grand Palais en 1973[96]
- au concours pour les prix de portrait Paul-Louis Weiller en 1991 de L'Institut de France[97]

## Récompenses
- Mention honorable au Salon des artistes français de 1947[98].
- Prix Robert de Rougé au Salon des artistes français de 1948 pour une composition La famille du peintre, et en 1967 médaille d'argent prix Paul Liot[99],[100],[101],[102].
- Mention au prix Conté-Carrière en 1952[103].
- 2e prix de la ville du Mans en 1953 à la sélection Ouest pour la Biennale de peinture de Menton de 1953 pour Ablutions[104].
- 1re mention prix Eugène Carrière, Paris en 1955[105],[106].
- Prix pour La Famille à table à la sélection Ouest de la Biennale de Menton au Mans en 1955[107].
- Prix du meilleur paysage à Quimper pour Le Port d'Etel en 1957 au 20e Salon des peintres de la Bretagne[108].
- Diplôme d'honneur du Salon de l'art libre de 1959[109],[110].
- Médaille d'argent de la ville de Saint-Brieuc en 1959[111].
- 3e prix de peinture de la ville de Saint-Brieuc au XIXe Salon en 1960[112].
- Prix de peinture de la ville de Trégastel en 1963[113],[114],[115].
- Médaille d'argent au Premio Internazionale Europa Arte à Ancône en décembre 1966[116],[117].
- Élu membre correspondant de l'Académia internazionale Léonard de Vinci à Rome en janvier 1966[118],
- Médaille d'argent, prix Paul Liot au Salon des artistes français de 1967[119],[101],.
- Mention spéciale du jury au 1er Salon régional de peinture de Vitré de 1970 pour Paysage andalou[120].
- Prix de la revue L'Amateur d'art en 1981 au 4e grand prix de peinture et de sculpture de la ville de Rennes[121].